# Russell Earl
Russell Earl é um especialistas em efeitos especiais estadunidense. Foi indicado ao Oscar de melhores efeitos visuais em três ocasiões: pelo trabalho em Transformers (2008), Star Trek (2010) e Captain America: The Winter Soldier (2014).

## Filmografia
- Ant-Man (2015)
- Captain America: The Winter Soldier (2014)
- Red Tails (2012)
- Mission: Impossible - Ghost Protocol (2011)
- Super 8 (2011)
- Star Trek (2009)
- Transformers (2007)
- Mission: Impossible III (2006)
- Star Wars: Episode III – Revenge of the Sith (2005)
- Pirates of the Caribbean: The Curse of the Black Pearl (2003)
- Men in Black II (2002)
- Harry Potter and the Sorcerer's Stone (2001)
- Pearl Harbor (2001)
- Star Wars: Episode I – The Phantom Menace (1999)
- Deep Impact (1998)
- Forrest Gump (1994)
- Batman Returns (1992)
- Patriot Games (1992)

## Prêmios e indicações
- Indicado: Oscar de melhores efeitos visuais - Transformers (2008)
- Indicado: Oscar de melhores efeitos visuais - Star Trek (2008)
- Indicado: Oscar de melhores efeitos visuais - Captain America: The Winter Soldier (2015)